# Leexa Fox
Leexa Fox, nombre artístico de Axeel Díaz Gutierrez (9 de febrero del 2001, Mexicali), es un artista drag mexicano. Compitió en el programa de YouTube La Más Draga, durante su cuarta temporada y es la actual ganadora de Drag Race México en su segunda temporada.

## Carrera
Fundó Queer Carrera Drag, el primer concurso drag en Mexicali.
En el 2021, participó en el programa La Más Draga, donde fue parte de una doble eliminación junto a La Morra Lisa en la emisión del episodio 10, quedándose a un paso de la final.
En el 2023, participó en el musical Todo el mundo habla de Jaime, puesta en escena que aborda historias sobre las drags queens en México.
En 2024 participó en la segunda temporada del programa de telerealidad Drag Race México, variante mexicana del ya conocido programa anglosajón RuPaul's Drag Race. Tras llegar a la final junto a Eva Blunt, Jenary Bloom y Horacio Potasio, fue coronada como la ganadora en su segunda edición.

### Drag Race México
Durante su paso por la segunda temporada de Drag Race México logró ganar un reto principal durante el tercer episodio, mismo que consistía en la presentación de tres vestuarios bajo el tema de Feria, mientras que su verso del Girl Group Challenge, se viralizó a través de la plataforma TikTok. También logró el double shantay de esta emisión junto a Horacio Potasio por su lipsync del tema «One, Two, Three, Go!», de la agrupación Belanova, considerado por los fanáticos como el mejor de la franquicia mexicana. Si bien no ganó múltiples retos principales durante esta edición, no es la primera ganadora de Drag Race en llevarse la corona con un solo reto ganado, algunas de las reinas que comparten esta característica son Yvie Oddly y Willow Pill de la undécima y decimocuarta temporada de RuPaul's Drag Race respectivamente, también siendo el caso de reinas internacionales como Blu Hydrangea en la primera temporada de RuPaul's Drag Race: UK Versus the World o Vanessa Van Cartier en la segunda temporada de Drag Race Holland, por mencionar algunos ejemplos.
Leexa, se convirtió en la favorita a ganar en la votación que realizó Drag Race México a través de su perfil oficial de Instagram, reuniendo más de 29.000 votos en la imagen de #TeamLeexa, al día de la emisión de la gran final.

## Filmografía
| Año  | Título           | Plataforma        | Papel       | Resultado | Ref.  |
| ---- | ---------------- | ----------------- | ----------- | --------- | ----- |
| 2020 | La Más Draga     | YouTube           | Concursante | Eliminada |       |
| 2024 | Drag Race México | WOW Presents Plus | Concursante | Ganadora  | [ 5 ] |